# Truppenübungsplatz Lehnitz
Der Truppenübungsplatz Lehnitz war ein Truppenübungsplatz ostwärts von Lehnitz, heute ein Ortsteil von Oranienburg. Das Gelände erstreckte sich über die Gebiete der Stadt Oranienburg, der Gemeinde Hohen Neuendorf und der Gemeinde Birkenwerder. Es hatte eine Fläche von 22,5 Quadratkilometern. Auf dem Gelände befanden sich einige Hartziele.

## Geschichte
Das militärische Übungsgelände entstand im Zusammenhang mit dem Bau der Märkischen Kaserne in den 1970er Jahren, in der das Artillerieregiment 1 der 1. motorisierten Schützendivision der Nationalen Volksarmee der Deutschen Demokratischen Republik stationiert wurde.
Nach der deutschen Wiedervereinigung wurde der Truppenübungsplatz von der Bundeswehr übernommen. Zu seiner Verwaltung bestand die Truppenübungsplatzkommandantur Lehnitz vom 1. April 1991 bis zum 31. Dezember 1994. Danach wurde das Gelände als Standortübungsplatz überwiegend durch die Truppenteile der Märkischen Kaserne genutzt, darunter das Panzerartilleriebataillon 425.